# Pseudodirphia boliviana
Pseudodirphia boliviana is een vlinder uit de familie nachtpauwogen (Saturniidae), onderfamilie Hemileucinae.
De wetenschappelijke naam van de soort is voor het eerst geldig gepubliceerd door Lampe in 2004.